# Shark Fin Glacier
Der Shark Fin Glacier (englisch für Haiflossengletscher) ist ein kleiner und hängender Gletscher im ostantarktischen Viktorialand. In der Royal Society Range liegt er südlich des Bergs Shark Fin zwischen den Kopfenden des Renegar- und des Foster-Gletschers.
Das New Zealand Geographic Board benannte ihn in Anlehnung an die deskriptive Benennung des Bergs Shark Fin.